# UN Verification Mission in Colombia
Nachdem der jahrzehntelangen Bewaffneten Konflikt in Kolumbien zwischen den FARC-Rebellen und der kolumbianischen Regierung beigelegt worden ist, wurde im Schlussabkommen vom 26. November 2016 die UN Verification Mission in Colombia, (UNMC) (deutsch: UN-Mission in Kolumbien), eine Überwachungsmission der Vereinten Nationen vereinbart.

## Aufgaben und Ablauf
Der UN-Sicherheitsrat beschloss die Mission mit der Resolution 2366 vom 10. Juli 2017, um die Umsetzung des Friedensabkommen zwischen den FARC-Rebellen und der kolumbianischen Regierung zu durch Beobachter zu überwachen. Dies beinhalte die wirtschaftliche, soziale und politische Wiedereingliederung ehemaliger Mitglieder der FARC-Rebellen in die kolumbianische Zivilgesellschaft durch entsprechende Förderprogramme. Sowie der Schutz ehemaliger Mitglieder der FARC durch Förderung von Schutzprogrammen und deren lokale Überprüfungen.
UN-Generalsekretär der Vereinten Nationen, Antonio Guterres besuchte am 13. Januar 2018 die Vertreter der UN-Mission sowie den Präsidenten Kolumbiens Juan Manuel Santos und den Generalsekretär der FARC um sich über die Fortschritte und Probleme des Friedensabkommen zwischen den Rebellen und der Kolumbianischen Regierung zu informieren. Am 17. Januar 2019 kam es zu einem Überfall auf die Nationale Polizeiakademie von General Santander in Bogotá, wobei es mehrere Tote gab. Trotz einiger Fortschritt ist die Gewalt vor allem gegen Menschenrechtsaktivisten, von denen 82 getötet (Stand: 26. Juni 2024) wurden, u. a. in Kolumbien noch allgegenwärtig und der UN-Sicherheitsrat zeigt sich besorgt über die allgemeine Sicherheitslage im Land. 20 Monate nach Beginn der Mission wurde die ehemalige Guerillaorganisation in den Senat Kolumbiens aufgenommen.
Zudem wird die Erneuerung der Infrastruktur, die Justiz des Landes bei den Ermittlungen von Kriegsverbrechen und die Suche nach Vermissten, zur Zeit 137.200 (Stand: 26. September 2024) des Konflikts unterstützt. Bis jetzt (Stand 26. September 2023) wurden 3.800 Tote gefunden, davon wurden 211 identifiziert, sowie 16 Überlebende wiedergefunden und zur Zeit (Stand 26. März 2024) werden noch 27.183 Personen vermisst. Zudem wurden 46.008 Hektar des Landes von Landminen und anderen Explosivkörpern beräumt. 1.361 Beobachter überwachten die Entwaffnung und Vernichtung von Waffen und anderen militärischen Gerät und die Verfolgung von Straftätern durch die Justiz und die Aussöhnung und Wiedergutmachungen von Opfern des Konflikts im Land. Seit Beginn der Mission wurden 460 Menschen ermordet und 161 Tatverdächtige ermittelt und 54 Vermisste registriert, dafür wurden 267 Personen verurteilt und 70 Gerichtsverfahren sind noch offen und 198 Personen werden noch mit Haftbefehl gesucht (Stand September 2024). 62.300 Menschen wurden gewaltsam von ihrem Land vertrieben und 81.100 verschleppt (Stand: 26. Dezember 2023). 27.183 Personen wurden als Täter verurteilt (Stand: 26. September 2023). Von 24 Massenmorden, wurden 11 Massenmorde mit 36 Opfern bestätigt und 13 weitere werden noch untersucht (Stand: 26. Dezember 2023). Von über 13.000 Kämpfern wurden 10.577 wieder ins Zivilleben eingegliedert. Über 343.000 Opfer des Konflikts wurden bis jetzt (Dezember 2023) registriert und 4,3 Millionen U$ an Entschädigungen an 178.000 Opfer ausgezahlt. Es wurden bis jetzt (Dezember 2023) 726.673 Hektar Land an Opferfamilien und ehemalige FARC-Kämpfer verteilt. Bis jetzt (Stand 26. Dezember 2023) wurden 929 Leichen exhumiert, es gibt Hinweise aufgrund von 137.200 Vermisstenanzeigen, die auf 7.869 Stellen (Stand 26. September 2023) im Land hinweisen, an denen weitere Opfer des Konflikts begraben worden seinen können. Seit Beginn der Mission wurden 432 ehemalige FARC-Kämpfer getötet, 42 weitere werden noch vermisst, insgesamt wurden 498 Gewalttaten gegen ehemalige FARC-Kämpfer und 129 Kindersoldaten in Reihen der FARC registriert (Stand: 26. September 2024). Es wird die Eindämmung des Koka-Anbaus durch die Schaffung legaler landwirtschaftlicher Einnahmequellen staatlich gefördert. Zudem wird die Schulbildung und Eingliederung von Kindern, LGBT-Personen in Gesellschaft finanziell und organisatorisch gefördert. Im Land gibt es insgesamt 3.241 Projekte (Stand: Juni 2023) zur Befriedung der kolumbianischen Gesellschaft. 500 ehemalige FARC-Kämpfer sind jetzt (Stand: Juni 2023) als Politiker in den Kommunen u. ä. im Land vertreten. Zurzeit (Stand: Dezember 2023) überwachen 118 Beobachter mit 46 Unterstützungskräften den Waffenstillstand im Land, davon wurden bis zum 25. September 2024, 15 Beobachter und 11 unterstützende Mitarbeiter ermordet. Die Justiz im Land hat bisher (10. Mai 2024) 327.000 Opfer des Konflikts anerkannt.
Die Justiz hat 546 Fälle mit 98 Verurteilungen (Stand: 9. Oktober 2024) im Zusammenhang mit dem FRAC-Konflikt verhandelt.

## Führung
| Name                          | Nationalität | Funktion                   | Beginn der Berufung | Ende der Berufung |
| ----------------------------- | ------------ | -------------------------- | ------------------- | ----------------- |
| Jean Arnault                  | Frankreich   | Sonderbeauftragter         | 2015                | 2018              |
| Carlos Ruiz Massieu           | Mexiko       | Sonderbeauftragter         | 10. Dezember 2018   | im Amt            |
| Karla Gabriela Samayoa Recari | Guatemala    | stellv. Sonderbeauftragte  | 2019                | 2022              |
| Raúl Rosende                  | Uruguay      | stellv. Sonderbeauftragter | Februar 2016        | im Amt            |